# Kangta
Ahn Chil-hyun (sinh ngày 10 tháng 10 năm 1979), thường được biết đến với nghệ danh Kangta (cách điệu là KangTa), là một nam ca sĩ, nhạc sĩ, nhà sản xuất âm nhạc, người dẫn chương trình, diễn viên và phát thanh viên radio người Hàn Quốc. Anh được biết đến nhiều nhất với tư cách là giọng ca hát chính của nhóm nhạc nam Hàn Quốc H.O.T..

## Phim tham gia

### Phim
- 2002: Emergency Measures 19 (Cameo)

### Phim truyền hình
- 2005: Magic Touch of Fate (Ảo thuật kì duyên) (đóng với Tô Hữu Bằng & Lâm Tâm Như)
- 2005: Loveholic (KBS) (đóng với Kim Min-sun)
- 2007: Love In The City 2 (CCTV)
- 2012: Happy Ending (phim truyền hình Hàn Quốc - jTBC)
- 2011: Đế Cẩm (phim truyền hình Hàn Quốc-Hong Kong-Đài Loan đóng với Thi Diễm Phi

## Danh sách đĩa hát

### Album hát đơn
- Polaris
19 tháng 8 năm 2001
- Pine Tree
21 tháng 8 năm 2002
- 1st Concert Pinetree: 20020824 Live
28 tháng 3 năm 2003
- Persona
13 tháng 6 năm 2005
- Kangta & Best
3 tháng 10 năm 2005
- Eternity
12 tháng 3 năm 2008

### Cộng tác
- Fr. In. Cl.
24 tháng 9 năm 2003
- Scandal
19 tháng 5 năm 2006
- Scandal Special Edition
20 tháng 7 năm 2006

## Producer
- "That Winter, The Wind Blows" OST
- Group S - Autumn Breeze - Released: 2014-10-27 - SM Entertainment
- Zhoumi - Rewind - Released: 2014-11-03 - SM Entertainment